# Њутон (Северна Каролина)
Њутон (енгл. Newton) град је у америчкој савезној држави Северна Каролина.

## Демографија
По попису из 2010. године број становника је 12.968, што је 408 (3,2%) становника више него 2000. године.
| Група             | 2000.         | 2010.         |
| Белци             | 9.220 (73,4%) | 8.805 (67,9%) |
| Афроамериканци    | 1.549 (12,3%) | 1.804 (13,9%) |
| Азијати           | 427 (3,4%)    | 427 (3,3%)    |
| Хиспаноамериканци | 1.196 (9,5%)  | 1.678 (12,9%) |
| Укупно            | 12.560        | 12.968        |